# Melanagromyza fijiana
Melanagromyza fijiana är en tvåvingeart som beskrevs av Mitsuhiro Sasakawa 1963. Melanagromyza fijiana ingår i släktet Melanagromyza och familjen minerarflugor.
Artens utbredningsområde är Fiji. Inga underarter finns listade i Catalogue of Life.